# Ускоренная съёмка
Ускоренная съёмка — кино- или видеосъёмка с частотой от 32 до 200 кадров в секунду. Используется для получения эффекта замедленного движения при проекции фильма со стандартной частотой кадров, а также в научных целях. Другие названия этой разновидности съёмки — рапи́д (от фр. rapide — быстрый) и цайт-лупа (от нем. Zeit — время).
Ускоренная съёмка осуществляется специализированными видеокамерами или киносъёмочными аппаратами традиционной конструкции с прерывистым движением киноплёнки при помощи скачкового механизма. Она служит, главным образом, для получения движущегося изображения с замедлением времени, в том числе при трюковых съёмках уменьшенных макетов.
Скоростная съёмка (Ультра-рапид) — кино- или видеосъёмка с частотой от 200 до 10 000 кадров в секунду. Осуществляется специальными видеокамерами или киноаппаратурой при непрерывном движении киноплёнки или на неподвижный фотоматериал с использованием различных оптических и электронных способов коммутации света. Иногда такая разновидность съёмки называется высокоскоростной фотографией, а устройства — скоростными фоторегистраторами. В 1948 году Общество инженеров кино и телевидения (SMPTE) узаконило определение скоростной съёмки, которой считается любой способ фиксации движущегося изображения с частотой, превышающей 128 кадров в секунду и предусматривающей создание как минимум трёх последовательных снимков.
Высокоскоростная съёмка (иногда Сверхскоростная съёмка) — кино- или видеосъёмка с частотой кадров от 104 до 109 кадров в секунду. Киноплёнка при таком методе съёмки остаётся неподвижной в процессе экспонирования, а движутся образующие изображение пучки света, сформированные оптической системой. В некоторых системах высокоскоростной киносъёмки используются линзовые растры или волоконная оптика. В последних случаях запись не содержит цельного изображения и для его воспроизведения на экране требуются дешифровка и печать на обычной киноплёнке с помощью специальных типов кинокопировальной аппаратуры.

## Назначение скоростной съёмки
Ускоренная съёмка позволяет замедлить движение на экране и рассмотреть его во всех подробностях. Это актуально например, при съёмках спортивных соревнований, когда необходимо определить победителя или оценить точность выполнения упражнений. Советский кинорежиссёр и теоретик кинематографа Всеволод Пудовкин одним из первых постарался осмыслить художественное значение приёма, названного им «цайт-лупой». В статье 1932-го года «Время крупным планом» он пришёл к выводу, что «длительные процессы, показанные на экране монтажом кусков, снятых с различной скоростью, получают своеобразный ритм, какое-то особое дыхание». В кино о спорте ускоренную киносъёмку одной из первых использовала Лени Рифеншталь при создании фильма «Олимпия». В постановочном кинематографе ускоренная съёмка используется как выразительное средство, например, чтобы показать действия героя «во сне» или в момент эмоционального потрясения. Иногда повышенная частота устанавливается кинооператором для имитации слабой гравитации и невесомости. При создании комбинированных кинокадров с уменьшенными макетами требуется ускорение аппарата, равное квадратному корню из масштаба макетов. Приём часто используется при съёмке крупных катастроф. В противном случае действие на экране будет выглядеть «игрушечным». В фильме «Иди и смотри» масштабная радиоуправляемая модель авиаразведчика «Focke-Wulf 189» снималась с повышенной частотой для создания иллюзии полёта настоящего самолёта.
Замедление темпа движения на экране возможно не только за счёт увеличения частоты киносъёмки, но и за счёт замедления киноплёнки в кинопроекторе или магнитной ленты в видеомагнитофоне с динамическим трекингом. Этот способ в 1970-х годах нашёл широкое применение в показах замедленных повторов при телетрансляциях спортивных мероприятий. Первые опыты замедленных повторов стали возможны уже в 1934 году на немецком телевидении после начала эксплуатации кинотелевизионной системы «Цвишенфильм» с промежуточной киноплёнкой, однако для вещания система оказалась слишком неудобной, уступив место электронным камерам. Первое устройство «HS-100», пригодное для электронных трансляций замедленных видеоповторов соревнований, было выпущено только в марте 1967 года американской компанией Ampex. Устройство воспроизводило одни и те же телевизионные поля по нескольку раз, замедляя движение на экранах телевизоров. В кинематографе замедлить движение, снятое с нормальной частотой, можно таким же образом путём кратного размножения каждого кадрика на специальном кинокопировальным аппарате трюковой печати. Двухкратная печать каждого кадрика даёт на экране двухкратное замедление, соответствующее такому же увеличению частоты съёмки или уменьшению частоты проекции. 
Однако при таком способе замедления движение на экране становится прерывистым, а некоторые фазы быстропротекающих процессов вообще невидимы, поскольку при съёмке попадают в интервал между снятыми кадрами. При сильном замедлении проекции до 1—2 кадров в секунду изображение становится похожим на слайд-шоу. Поэтому в большинстве случаев для замедления движения на экране предпочтительно использование ускоренной съёмки. В настоящее время для осуществления замедленных повторов на телевидении (Ultra Motion повторы в прямом эфире) выпускаются специальные вещательные системы, состоящие из высокоскоростной передающей камеры, видеосервера и контроллера, позволяющего замедленно воспроизвести с сервера любой момент отснятого действия. При этом движение на экране остаётся плавным за счёт высокой частоты съёмки камеры до 250 кадров в секунду.
В отличие от ускоренной съёмки, используемой, главным образом, в научно-популярном и художественном кинематографе, а также в спортивном телевещании, скоростная и высокоскоростная запись изображения применяются для исследования быстропротекающих процессов в науке и технике. Первые опыты с хронофотографией, ставшей прообразом кинематографа, проводились с теми же целями, позволяя изучать явления, недоступные человеческому восприятию. Наиболее известным примером таких исследований являются опыты Эдварда Мэйбриджа по фиксации фаз лошадиного галопа, позволившие определить момент отрыва от земли всех четырёх ног. Современная аппаратура позволяет снимать от нескольких тысяч до десятков миллионов кадров в секунду, делая возможным наблюдение очень быстрых процессов. Высокоскоростные цифровые устройства применяются в науке и промышленности для анализа краш-тестов, детонации, искровых разрядов и других явлений. Полученные в лабораторных условиях кадры позволяют точно измерить параметры движения, и в конечном счёте улучшить конструкцию изделий или проверить научную теорию. Иногда эти съёмки используются в качестве иллюстрации в документальных и научно-популярных фильмах.

## Технические особенности процесса
Масштаб времени — количественная мера замедления движения, равная отношению проекционной частоты кадров к съёмочной. Так, если проекционная частота кадров стандартная и равна 24 кадрам в секунду, а киносъёмка производилась с частотой 72 кадра в секунду, масштаб времени составит 1:3, что соответствует трёхкратному замедлению.
Оптическая ёмкость — максимальное количество кадров, которые могут быть сняты за время одной киносъёмки. Для высокоскоростной киноаппаратуры это понятие имеет решающее значение, так как ёмкость принципиально ограничена конструкцией аппарата и его кассет. Например, аппарат «ФП-22» с оптической ёмкостью 7500 кадров при максимальной частоте съёмки 100 000 кадров в секунду расходует весь запас за 0,075 секунды. Поэтому для гарантированной регистрации исследуемого процесса даже небольшой длительности требуется точная синхронизация запуска киносъёмочного аппарата или видеосервера с началом процесса.
Понятие частота киносъёмки напрямую применимо только при кадровом способе съёмки. При бескадровых способах чаще всего пользуются понятием разрешающей способности во времени или временны́м разрешением. Параметр определяется как функция максимальной временно́й частоты изменения яркости тест-объекта, которая может быть измерена по результатам съёмки.
Максимальная частота съёмки в кинематографе определяется конструкцией кинокамеры и динамическими характеристиками её скачкового механизма. В видеозаписи и высокоскоростной цифровой фотографии максимальная частота определяется особенностями фотоматрицы и временем считывания заряда. В любительской киноаппаратуре предусматривалась ускоренная съёмка на частотах до 64—72 кадров в секунду. В профессиональном оборудовании применяются специализированные грейферные механизмы, обеспечивающие до 360 кадров в секунду для 35-мм киноплёнки и до 600 кадров в секунду для 16-мм. В СССР для ускоренной киносъёмки выпускались камеры 1СКЛ-М «Темп», 2КСК, 3КСУ и другие. Современные профессиональные киносъемочные аппараты общего назначения обеспечивают частоту съемки до 200 кадров в секунду с возможностью её плавной регулировки непосредственно во время съёмки для получения спецэффектов изменения хода времени.
Повышение скорости сверх этих значений осуществляется при непрерывном движении киноплёнки, поскольку ни один из существующих скачковых механизмов не способен транспортировать фотоматериал с более высокими скоростями без его повреждений.
Второй главной проблемой ускоренных съёмок является неизбежное сокращение выдержки при увеличении частоты. Даже при коэффициентах обтюрации, близких к единице, для частоты 1000 кадров в секунду выдержка не может превышать 1/1000 секунды. При высокоскоростной съёмке этот же параметр может составлять несколько наносекунд. Это вынуждает использовать высокочувствительные сорта киноплёнки и фотоматрицы с низким уровнем шумов, а также яркое освещение снимаемой сцены. Большинство современных цифровых устройств этого назначения оснащаются охлаждающим элементом Пельтье для снижения шумов матрицы и получения возможности предельного повышения её светочувствительности.

## Технологии скоростной съёмки
После появления цифровых фотографии и видеозаписи большинство технологий скоростной съёмки, основанных на кинематографических процессах, устарели, поскольку электронные устройства не содержат никаких движущихся частей, ограничивающих быстродействие. ПЗС-матрицы позволяют регистрировать быстропротекающие процессы с частотой до 1000 кадров в секунду. Появление КМОП-матриц стало примером подрывной инновации, позволив снимать миллионы кадров в секунду и полностью заменить киноплёнку. Достигнутый в 2011 году уровень быстродействия в 0,58 триллиона кадров в секунду позволяет зафиксировать перемещение светового фронта импульсного лазера. Даже некоторые цифровые компактные фотоаппараты, например серии Casio Exilim, уже оснащаются функцией скоростной видеосъёмки с частотой до 1200 кадров в секунду при уменьшенных размерах кадра. В постановочном кинематографе для ускоренных съёмок используются специальные цифровые кинокамеры, среди которых наиболее известны устройства Phantom, способные снимать до миллиона кадров в секунду.
Однако в отдельных отраслях до сих пор используются скоростные киноаппараты.
Методы скоростной киносъёмки могут быть условно разделены на две главные разновидности: съёмка на движущуюся киноплёнку и на неподвижную с движением оптических деталей аппарата. Первый способ с использованием лентопротяжного механизма применим, если скорость движения киноплёнки не превышает 40 метров в секунду, поскольку при более быстрой протяжке плёнка рвётся или самовоспламеняется. Во втором случае киноплёнка размещается на неподвижном или вращающемся барабане. Подвижный барабан разгоняется до номинальной скорости (до 350 метров в секунду) перед съёмкой, позволяя аппарату работать в ждущем режиме без потери оптической ёмкости. Известны два основных способа скоростной киносъёмки:

### Оптическая компенсация
Для того, чтобы изображение кадра оставалось неподвижным относительно движущейся равномерно киноплёнки, между ней и съёмочным объективом устанавливается вращающаяся призма или многогранный зеркальный барабан. Размер и положение призмы выбираются такими, чтобы линейное смещение оптического изображения соответствовало перемещению плёнки за то же время. При этом незначительный взаимный сдвиг изображения и киноплёнки (тангенциальная ошибка) неизбежен, и для его уменьшения время экспонирования ограничивается дополнительным обтюратором. По такому принципу были построены советские киносъёмочные аппараты «ССКС-1» и многие зарубежные, например, американский HyCam.
При использовании вращающегося зеркального барабана закон смещения изображения зависит от расстояния до объекта съёмки, становясь практически линейным только для предметов, расположенных в «бесконечности». Поэтому для съёмки с конечных дистанций аппараты такого типа снабжаются комплектом коллиматорных линз, помещаемых между объективом и зеркальным барабаном. Такую конструкцию имели различные аппараты, например советский «СКС-1М» и немецкие «Пентацет-16» и «Пентацет-35». 16-мм аппарат «СКС-1М» был способен снимать до 16 000 уменьшенных кадров в секунду при их расположении в два ряда. В комплект может входить несколько зеркальных барабанов с различным количеством граней, от которого зависит размер получаемых кадриков и частота съёмки.
Для повышения частоты съёмки при неизменной оптической ёмкости иногда применяется расположение кадриков небольшого размера в несколько рядов с уменьшенным шагом. Каждый из рядов может экспонироваться через отдельный объектив, а неизбежный при этом параллакс считается допустимым при съёмке удалённых объектов. Подобная технология изобретена задолго до появления кинематографа и использовалась в ранней хронофотографии.

### Кратковременное экспонирование
При этом методе щелевые обтюраторы с малым углом раскрытия отсекают короткие выдержки для экспонирования непрерывно движущейся киноплёнки. Впервые такой способ регистрации движущегося изображения использован в докинематографической технологии Кинетографа, изобретённого Томасом Эдисоном. Максимальная частота киносъёмки щелевыми камерами ограничена допустимой скоростью вращения обтюратора и не превышает 1000 кадров в секунду. Повышение этого параметра возможно при расположении кадриков небольшого размера в несколько рядов. По такому принципу построен советский аппарат «ФП-36», в котором на фотоплёнке шириной 320 мм размещаются 34 ряда кадров, каждый из которых снимается своим объективом. Аппарат обеспечивает максимальную частоту киносъёмки 25 000 кадров в секунду.
Другим распространённым способом является использование импульсных (искровых) источников света с частотой вспышек, соответствующей необходимой частоте кадров. Однако для этого длительность вспышек должна быть чрезвычайно мала, около 10−7 секунды. Этот принцип использован, например, в методе Кранца-Шардина. По сравнению с щелевыми аппаратами искровой способ позволяет экспонировать всю площадь каждого кадрика одновременно, не вызывая искажения формы быстродвижущихся объектов из-за временно́го параллакса. Однако эта технология непригодна для съёмки светящихся объектов.

## Высокоскоростная съёмка
Ещё одно распространённое название — лупа времени. В современных технологиях регистрации изображения известны несколько методов высокоскоростной съёмки, осуществляемых на фотоматериал или цифровым способом.

### Оптическая коммутация
При таком способе, чаще всего, один или несколько витков киноплёнки располагают на внутренней поверхности неподвижного барабана. Против каждого будущего кадра обычно располагается коммутационная призма и вторичный объектив. Вторичные объективы могут располагаться в несколько рядов с взаимным смещением, позволяя повысить частоту киносъёмки. При этом размеры получаемых кадров уменьшаются пропорционально возрастанию их рядности. В центре барабана с большой скоростью вращается зеркало, которое и осуществляет «развёртку» по длине плёнки. Для повышения скорости вращения зеркало иногда помещают в среду инертного гелия. Для предотвращения повторного экспонирования общее время съёмки не должно превышать одного оборота зеркала, и ограничивается фотозатвором, располагающимся за входным объективом. Требуемое быстродействие недостижимо для обычных затворов, поэтому для прерывания съёмки часто используют одноразовые затворы взрывного типа. По принципу оптической коммутации построены советские аппараты «СФР», «ССКС-3» и «ССКС-4».
Две последних камеры для обеспечения рабочего угла в 360° используют четырёхрядную укладку киноплёнки изнутри барабана и четыре зеркала, вращающихся на общей оси. При этом зеркала смещены друг относительно друга на 90°, обеспечивая последовательное экспонирование всех четырёх рядов киноплёнки за один полный оборот. Аппарат «ССКС-4», предназначенный для 35-мм киноплёнки с кадром обычного формата, обеспечивает при таком устройстве частоту съёмки до 100 000 кадров в секунду. 16-мм аппарат «ССКС-3» может снять за секунду до 300 000 кадров. Из-за ограниченного рабочего угла зеркала перечисленные камеры, относящиеся к категории аппаратов с прямым вводом, мало пригодны для работы в ждущем режиме.
Значительно более совершенны аппараты с соосным вводом, в которых оптическая ось объектива совпадает с осью барабана. Камеры этого типа, такие как «ФП-22», предусматривают размещение по спирали нескольких витков киноплёнки, и повышенную оптическую ёмкость до 7500 кадров на 8-мм киноплёнке. Способ оптической коммутации применим и при цифровых технологиях. В этом случае вместо киноплёнки с линзовой вставкой вторичных объективов размещаются один или несколько рядов миниатюрных цифровых фотоаппаратов. Максимальная частота съёмки при этом зависит не от времени считывания матриц, а от скорости вращения зеркала.

### Механическая коммутация
В аппаратах этого типа используются несколько объективов, расположенных по окружности напротив вращающегося с большой скоростью диска с узкой щелью. Количество получаемых кадров равно количеству объективов, а вся съёмка происходит за один оборот диска. Более совершенная схема предполагает наличие на диске нескольких щелей и нескольких рядов объективов. Несмотря на неизбежный параллакс и малую оптическую ёмкость, такой принцип обеспечивает съёмку с частотой до 250 000 кадров в секунду в ждущем режиме.

### Электронная коммутация
При этом методе объект съёмки, расположенный вблизи коллективной линзы, освещается искровыми разрядами, электронными вспышками или импульсным лазером. Изображение строится на неподвижном фотоматериале несколькими объективами, а коммутация источников света осуществляется бесконтактными электронными устройствами. Какие-либо подвижные части в такой камере отсутствуют. Данный метод применяется для процессов, протекающих в относительно малом объёме. Несмотря на существенные недостатки, заключающиеся в наличии пространственного параллакса между соседними кадрами, при электронной коммутации возможна съёмка с очень высокими частотами вплоть до нескольких миллионов кадров в секунду. Метод непригоден для съёмки светящихся объектов.
Ещё одна технология предусматривает использования электронно-оптического преобразователя со скачкообразным перемещением изображения по поверхности флуоресцирующего экрана при помощи магнитной отклоняющей системы. Таким образом на одном экране можно одновременно разместить от четырёх до шестнадцати кадриков, соответствующих различным фазам движения объекта. За счёт эффекта послесвечения каждый полученный набор кадров фиксируется на одном кадре киноплёнки. При этом способе достигается частота съёмки до 600 миллионов кадров в секунду. Ещё одно достоинство заключается в возможности получения высокой яркости вторичного изображения при помощи фотоэлектронного умножителя, компенсирующей падение экспозиции при коротких выдержках. В СССР подобные аппараты на основе отечественных трубок начали выпускать в начале 1960-х годов. За рубежом наиболее известны камеры с электронной коммутацией производства Hadland Photonics Limited и Cordin Company.

### Бескадровая съёмка с диссекцией изображения
Бескадровая съёмка с диссекцией основана на разложении изображения на отдельные элементы, изменения яркости каждого из которых записываются непрерывно. При таком способе скоростной киносъёмки чаще всего используется волоконная оптика, предназначенная для относительного смещения отдельных элементов изображения. В съёмочном аппарате между объективом и киноплёнкой размещается светопровод, составленный из множества элементарных стеклянных нитей сечением в сотые доли миллиметра. Один из торцов светопровода располагается в фокальной плоскости объектива, строящего действительное изображение объектов съёмки. Пользуясь тем, что форма сечения многожильного светопровода легко изменяется смещением отдельных волокон друг относительно друга, его противоположный конец выполняется в виде узкой щели шириной в одну элементарную нить.
При равномерном движении киноплёнки мимо заднего торца светопровода, изображение среза каждого волокна записывается в виде линии с переменной оптической плотностью. Для воспроизведения изображения используется тот же жгут, расположенный относительно киноплёнки таким же образом, как и во время съёмки. В этом случае на противоположном от плёнки торце светопровода образуется видимое изображение объектов съёмки. Такой способ киносъёмки позволяет регистрировать движения любой скорости, а временна́я разрешающая способность ограничена только разрешением киноплёнки и диаметром нитей. В то же время изменение геометрических размеров фотоматериала во время лабораторной обработки, при такой технологии недопустимо, так как приводит к искажению изображения при его дешифровке. Поэтому для съёмки с диссекцией применимы только киноплёнки на безусадочной лавсановой подложке или фотопластинки на стеклянной основе.

### Бескадровая растровая съёмка
Метод скоростной киносъёмки с непрерывным движением киноплёнки. При такой технологии на киноплёнке не образуется видимого изображения объектов съёмки, представленных совокупностью линий различной оптической плотности. Для съёмки используется оптический растр, помещаемый перед киноплёнкой вблизи фокальной плоскости объектива. Простейший растр представляет собой непрозрачную перегородку с предельно малыми отверстиями, расположенными в несколько рядов с малым шагом. Каждое отверстие работает как элементарный стеноп, строя изображение выходного зрачка объектива на фотоэмульсии.
Более высокой светосилой обладает линзовый растр похожей конструкции. Каждому отверстию пластины соответствует элементарная линза растра, строящая изображение зрачка. Расположение разных линз растра на различных расстояниях от оптической оси объектива приводит к тому, что элементарные изображения каждой из них отличаются. Соседние ряды линз сдвинуты друг относительно друга на расстояние, равное доле шага растра. При движении киноплёнки изображение каждой линзы отображается в виде отдельной полосы, оптическая плотность которой колеблется в соответствии с изменениями яркости каждого участка движущегося изображения кадра.
Для обратного синтеза изображения используется тот же растр, расположенный относительно киноплёнки так же, как во время съёмки. В результате на экране получается движущееся изображение объектов съёмки. Советский растровый аппарат «РКС-11» при таком методе обеспечивает разрешающую способность во времени до 150 000 с−1 при оптической ёмкости 300 кадров на двух фотопластинках 13 × 18 см.

### Фоторегистрация (щелевая бескадровая съёмка)
Разновидность высокоскоростной киносъёмки с непрерывным экспонированием светочувствительного материала. При такой технологии из прямоугольного кадра выделяется отдельный элемент в виде линии, ограниченной узкой щелью. Киноплёнка или оптический коммутатор могут двигаться непрерывно с любой скоростью. При этом записывается только узкая линия, изображающая ограниченную область объектов.
Полученное на киноплёнке изображение называется фоторегистрограммой и лишь условно изображает часть объекта съёмки. В то же время, благодаря возможности измерения основных параметров движения, фоторегистрация получила распространение в некоторых отраслях науки, в которых полное изображение снятых объектов считается избыточным. Щелевая бескадровая съёмка широко используется в спорте, в том числе в качестве фотофиниша.
Режим фоторегистрации предусмотрен во многих аппаратах с оптической коммутацией. При этом между объективом и коммутатором соосно с ним размещается щелевая диафрагма, а линзовые вставки с вторичными объективами убираются от киноплёнки. В таком режиме временна́я разрешающая способность возрастает в несколько десятков раз. В высокоскоростной видеосъёмке уменьшение высоты кадра вплоть до одного пикселя также позволяет повысить частоту регистрации в несколько раз за счёт сокращения времени считывания.
Щелевая фоторегистрация послужила основой для целого направления в фотоискусстве — щелевой фотографии.